# Osiedle Centrum (Tarnobrzeg)
Osiedle Centrum w Tarnobrzegu – osiedle mieszkaniowe położone w środkowej części miasta, w bezpośrednim sąsiedztwie Zamku Dzikowskiego. Administracyjnie przynależny do Starego Miasta. Teren osiedla wyznaczają ulice ul. Kardynała Stefana Wyszyńskiego, ul. Generała Władysława Sikorskiego, ul. Henryka Sienkiewicza. Osiedle wyróżnia się na tle innych części miasta charakterystyczną wysokościową zabudową 11-kondygnacyjnych bloków, przez co osiedle nazywane jest potocznie tarnobrzeskim Manhattanem. Bloki wybudowane zostały przez Tarnobrzeską Spółdzielnią Mieszkaniową. Południowa część terenu to tereny kilku domów jednorodzinnych oraz nieużytki. Sprawia to, że teren położony – jak wskazuje nazwa – w ścisłym centrum Tarnobrzega jest praktycznie niewykorzystywany.